# 平等里 (臺中市)
平等里，為臺灣臺中市和平區轄下的一里。

## 地理
西邊與梨山里接壤，南邊及東邊為花蓮縣秀林鄉，東北則為宜蘭縣大同鄉，北側是新竹縣尖石鄉。是該區以及台中市位置最東的里。